# Hermann Ellerlage
Hermann Ellerlage (3 de fevereiro de 1913 - 17 de outubro de 1982) foi um comandante de U-Boot que serviu na Kriegsmarine durante a Segunda Guerra Mundial.